# Gruzínská národní akademie věd
Gruzínská národní akademie věd (საქართველოს მეცნიერებათა ეროვნული აკადემია, Sakartvelos Mecnierebata Erovnuli Akademia) je hlavní vědeckou institucí v Gruzii. Až do listopadu 1990 se jmenovala Akademie věd Gruzínské SSR. Byla založena v únoru 1941 v Tbilisi. Od února 2005 je jejím předsedou Tamaz Gamkrelidze.

## Předsedové Akademie věd
- Niko Muschelišvili (1941-1972)
- Ilia Vekua (1972-1977)
- Evgeni Charadze (1977-1986)
- Albert Tavchelidze (1986-2005)
- Tamaz Gamkrelidze (2005-současnost)